# Chabab Ben Guerir
Club Jeunesse Ben Guerir – marokański klub piłkarski z siedzibą w Ben Guerir. W sezonie 2021/2022 grają w GNF 2.

## Opis
Klub został założony w 1952 roku. Zadebiutował w GNF 2 w sezonie 2017/2018, zajmując 4. miejsce. W kolejnym sezonie zajęli 13. miejsce, a w 2019/2020 14. W sezonie 2020/2021 zespół zajął 8. lokatę. Trenerem od 16 maja 2021 roku jest Hassan Regragui. Według stanu na sezon 2021/2022 klubem zarządza Abderazak Ghafar. Zespół gra na Stade Municipal Ben Guerir, który może pomieścić 3000 widzów.